# Vatra Games
Vatra Games era uma companhia desenvolvedora de jogo, controlada pela Kuju Entertainment. Vatra estava localizada na cidade de Brno na República Checa e era especializada em jogos FPS e de ação.
A Vatra teve origem quando a empresa inglesa Kuju Entertainment estava procurando por desenvolvedores para formar um novo estúdio e, ao mesmo tempo, vários desenvolvedores da 2K Czech estavam se aposentando. Esses desenvolvedores decidiram trabalhar para a Vatra e assim surgiu um novo estúdio, Vatra Games. Em setembro de 2012, a Vatra Games declarou falência.

## Jogos
| Ano  | Título                    | Publicadora | Plataforma              | Gênero                    |
| ---- | ------------------------- | ----------- | ----------------------- | ------------------------- |
| 2011 | Rush'n Attack: Ex-Patriot | Konami      | PlayStation 3, Xbox 360 | Plataforma, Ação, Stealth |
| 2012 | Silent Hill: Downpour     | Konami      | PlayStation 3, Xbox 360 | Survival horror           |